# Vitores de Cerezo
San Vitores o San Víctor de Cerezo (Cerezo de Río Tirón, Burgos, ca. 800-Quintanilla de las Dueñas, ca. 850) fue un mártir español católico. Su festividad se celebra el 26 de agosto.
El nombre de “Vitores” es una evolución popular del nombre de Víctor, a partir de su forma genitiva latina "Victoris".

## Biografía

### Orígenes y actividad
San Víctor nació en la localidad burgalesa de Cerezo de Río Tirón a principios del siglo IX. Tras ser ordenado fue sacerdote en la iglesia de Santa María de Villalba en su pueblo, durante una ofensiva musulmana de la zona en el siglo IX. Debido al periodo histórico que vivió observó como muchos creyentes de su localidad se convertían al islam de los invasores. 
Tras sentir una llamada a vida más espiritual se convirtiere en ermitaño, instalándose en una cueva que él mismo labra cerca de Oña. Tras siete años de aislamiento, recibe la aparición de un ángel, según la tradición, y se dirige a su pueblo natal, en aquel entonces sitiado por los musulmanes. Con sus predicación consigue animar a muchos defensores cristianos de la comarca y convertir a otros tantos atacantes musulmanes, entre ellos Coloma, hija del rey de Gaza y futura santa mártir.

### Martirio
Objetivo a abatir de los invasores, es capturado cuando se dirige a Quintanilla de las Dueñas para predicar. Delante de dicha localidad, como alienta a los cristianos para que resistan sin convertirse al islam, es crucificado. Al tercer día, aún vivo y en continua predicación, es bajado de la cruz y decapitado.
Cuenta la tradición que tras ser decapitado, Vitores se levantó del suelo, recogió su cabeza, bendijo a sus verdugos y se dirigió hacia el pueblo de Cerezo, por lo que se convirtieron al catolicismo sus verdugos. De vuelta al pueblo seguiría predicando y obrando milagros hasta que se dirigió a una cueva de Cubillas, cerca de Cerezo, para morir allí. Su impulso en la evangelización y el mantenimiento del catolicismo en los pueblos de la zona harán de él un impulsor de la Reconquista .

## Iconografía
San Vitores es representado de varias maneras:
- Como un sacerdote que lleva la cabeza entre sus manos, haciendo clara alusión a la manera que fue martirizado.
- Con una túnica de color oscuro, en vez de los hábitos típicos de sacerdote, (y con la cabeza entre las manos), como representación de sus años de ermitaño o por sus viajes por la zona donde predicó.
- Con la cruz, símbolo de su predicación.
- Con una palma en la mano, símbolo del martirio.

## Veneración
Los restos del mártir estuvieron enterrados en un sepulcro en la piedra de una pequeña cueva cercana a Cubillas, (Cerezo de Río Tirón), donde se decía había fallecido. Posteriormente, en el siglo XV, fueron trasladados a un convento que mandaron construir los Condestables de Castilla en su honor, en la localidad de Fresno del Río Tirón, en donde se colocaron en una arca en lugar preferente de dicho convento. Éste sería ocupado primero por dominicos y más tarde por franciscanos, que fueron obligados a abandonar el convento tras la Desamortización de Mendizábal. Desde entonces está deshabitado, aunque ha sido reformado recientemente.
El hecho de que su tumba estuviera situada en el Camino de Santiago alentó la expansión de su devoción. Está extendida por otros lugares de las provincias de Burgos, La Rioja, Álava, Cantabria, Segovia, Palencia, Orense y La Coruña. De esta manera, San Vitores es santo patrón, además de su pueblo natal, de Oña, Zorraquín, Bárcena de Pienza, Belorado, Huerta de Arriba, Villoviado y del Barrio San Vitores de la población de Frías en Burgos; Casalarreina y Zorraquín en La Rioja; Berzosilla en Palencia; Grajera en Segovia y de otras localidades, sobre todo de Galicia.
Además durante siglos, muchos pueblos comarcanos, tanto de La Rioja como de Burgos han acudido en mayo de romería a honrar a San Vitores al hoy ex-convento. Algunos de estos pueblos han perdido la costumbre y sólo se mantiene en unos pocos, como Leiva, que acude el primer sábado de mayo; Tormantos, Fresno de Río Tirón, Redecilla del Campo, Quintanilla San García, Castildelgado y Cerezo de Río Tirón, dependiendo de las fechas libres.